# Battaglia delle Scalelle
La battaglia delle Scalelle (24 luglio 1358) fu uno scontro tra la Grande Compagnia di Corrado di Landau, diretta in Toscana, e gli abitanti di Marradi e dei paesi vicini, stanchi dei continui soprusi dei mercenari contro la popolazione. Gli abitanti dell'Appennino approfittarono dello stretto passaggio (passo delle Scalelle, in val Lamone) per attaccare e disperdere la compagnia di ventura.